# Öhrlinge
Die Öhrlinge (Otidea) sind eine Gattung der Echten Schlauchpilze aus der Ordnung der Becherlingsartigen mit 10 Arten in Mitteleuropa und über 60 Arten weltweit.

## Merkmale
Die Öhrlinge haben mittelgroße bis große becher- bzw. ohrförmige, ungestielte Apothecien, die oft lebhaft gefärbt und am Rand zerschlitzt sind. Sie besitzen an der Spitze kugelförmige Paraphysen. Die Ascosporen sind elliptisch, dünnwandig und mit je zwei Öltropfen. Die Ascusspitze blaut nicht in Lugol (inamyloid). Die Paraphysen sind am Ende oft typisch gekrümmt, was sie neben dem inamyloiden Ascus von den Echten Becherlingen unterscheidet.
Weitere Gattungsmerkmale sind das klein- bis großzellige Excipulum und die Trama, die aus verschlungenen Hyphen aufgebaut ist.

## Ökologie
Die Öhrlinge leben meist am Boden und bilden Ektomykorrhiza mit diversen Pflanzen. Erst 2009 wurde eine hypgäische, d. h. unterirdische Art beschrieben, nämlich Otidea subterranea.

## Arten
Es sind mehr als 60 Arten beschrieben, dennoch dürften nur ungefähr 25 gültigen Artstatus besitzen. Einige Öhrlinge wurden aus der südlichen Hemisphäre beschrieben (z. B. Otidea tasmanica), dennoch dürfte der Datenlage zufolge Otidea s. str. auf die nördliche Hemisphäre beschränkt sein. In Mitteleuropa kommen ungefähr 10 Arten vor.
Die Monophylie der Gattung wurde phylogenetisch bestätigt.
- Otidea abietina (Pers.) Fuckel (1870)
- Otidea alba Velen. (1934)
- Lederfarbiger Öhrling (Otidea alutacea (Pers.) Massee (1895))
- Otidea apophysata (Cooke & W. Phillips) Sacc. (1889)
- Otidea auricula (Schaeff.) Rehm
- Otidea auriculariiformis Henn.
- Kröten-Öhrling (Otidea bufonia Boud. (1907))
- Otidea caligata Nyl.
- Otidea cinerascens Velen. (1947)
- Schnecken-Öhrling (Otidea cochleata (Huds.) Fuckel (1870))
- Zierlicher Öhrling (Otidea concinna = Flavoscypha concinna (Pers.) Sacc.)
- Otidea crassa W.Y. Zhuang (2006)
- Otidea daliensis W.Y. Zhuang & Korf (1989)
- Otidea darjeelensis (Berk.) Sacc. (1892)
- Otidea domingensis (Berk.) Sacc. (1889)
- Otidea doratophora Ellis & Everh.
- Otidea euplecta (Cooke) Sacc. (1889)
- Otidea felina (Pers.) Bres.
- Otidea formicarum Harmaja (1976)
- Otidea grandis (Pers.) Rehm (1893)
- Otidea harperiana Rehm
- Otidea hirneoloides (Berk.) Sacc. (1889)
- Otidea indivisa Velen. (1934)
- Otidea kauffmanii Kanouse (1949)
- Otidea lactea J.Z. Cao & L. Fan (1990)
- Otidea lechria (Berk. & Broome) Sacc. (1889)
- Hasen-Öhrling (Otidea leporina (Batsch) Fuckel (1870))
- Otidea lilacina R. Heim & L. Remy (1932)
- Otidea lobata Rodway (1925)
- Otidea microspora (Kanouse) Harmaja (1976)
- Otidea mirabilis Bolognini & Jamoni (2001)
- Otidea myosotis Harmaja (1976)
- Otidea nannfeldtii Harmaja (1976)
- Otidea obtecta Schwein.
- Otidea olivacea J.Z. Cao & L. Fan (1990)
- Eselsohr (Otidea ononica (Pers.) Fuckel)
- Otidea papillata Harmaja (1976)
- Otidea pedunculata Velen. (1934)
- Otidea platyspora Nannf. (1966)
- Otidea propinquata (P. Karst.) Harmaja (1976)
- Otidea purpurea (M. Zang) Korf & W.Y. Zhuang (1985)
- Otidea pusilla Rahm (1958)
- Otidea rainierensis Kanouse (1949)
- Otidea reisneri Velen. (1922)
- Otidea schulzeri Quél.
- Otidea shimizuensis (Kobayasi) Korf (1973)
- Otidea sinensis J.Z. Cao & L. Fan (1990)
- Otidea smithii Kanouse (1939)
- Otidea sparassis Quél. (1892)
- Otidea subterranea
- Otidea subonotica Henn.
- Otidea tasmanica Rodway (1925)
- Otidea tianshuiensis J.Z. Cao, L. Fan & B. Liu (1990)
- Otidea tuomikoskii Harmaja (1976)
- Otidea unicisa (Peck) Harmaja (1986)
- Otidea violacea A.L. Sm. & Ramsb. (1916)
- Otidea yuhannensis

## Belege
- Ewald Gerhardt: Pilze. BLV Buchverlag, München 2006, ISBN 3-8354-0053-3, S. 597.
- C. Y. Liu, W. Y. Zhuang: Relationships among some members of the genus Otidea (Pezizales, Pyronemataceae). In: Fungal Diversity. 23, 2006, S. 181–192.
- M. E. Smith, R. A. Healy: Otidea subterranea sp. nov.: Otidea goes below ground. In: Myc. res. 113, 2009, S. 858–866. doi:10.1016/j.mycres.2009.04.006
- A. Bollmann, A. Gminder, P. Reil: Abbildungsverzeichnis europäischer Großpilze. 4. Auflage. Gattungs-CD. Schwarzwälder Pilzlehrschau, Hornberg 2007. ISSN 0932-920X